# Xylophanes thorates
Xylophanes thorates är en fjärilsart som beskrevs av Jacob Hübner 1825. Xylophanes thorates ingår i släktet Xylophanes och familjen svärmare. Inga underarter finns listade i Catalogue of Life.